# Didymoplexiella forcipata
Didymoplexiella forcipata är en orkidéart som först beskrevs av Johannes Jacobus Smith, och fick sitt nu gällande namn av Leslie Andrew Garay. Didymoplexiella forcipata ingår i släktet Didymoplexiella och familjen orkidéer. Inga underarter finns listade i Catalogue of Life.